# جاكوب جونيس
جاكوب بنجامين لي جونيس ولد في 16 سبتمبر 1992 هو لاعب بيسبول أمريكي محترف لفريق سان فرنسيسكو جاينتس، وفريق كليفلاند إنديانز في دوري البيسبول الرئيسي (MLB). سبق له اللعب في دوري البيسبول الرئيسي مع فرق كانساس سيتي رويالز، وميلاووكي بريورز، وسينسيناتي ريدز. شارك لأول مرة في دوري البيسبول الرئيسي عام ٢٠١٧.